# Compostos de coordenação de número 4
Compostos de coordenação de número 4 são compostos com um íon central ligado a mais quatro elementos, iguais ou diferentes entre si.
Estereoquímica do complexo é a relação espacial entre um íon metálico central e seus ligantes. A estereoquímica pode ser agrupada de acordo com o número de coordenação (NC) da espécie central. Moléculas de íons poliatômicos que possuem a mesma fórmula molecular, mesmas ligações, mas diferentes estruturas e arranjos espaciais são chamados de estereoisômeros.
A distribuição dos ligantes ao redor do íon central está coordenada de acordo com a repulsão mútua entre os ligantes e o impedimento estérico dos ligantes polidentados.
O arranjo dos ligantes ao redor do íon central é influenciado por:
- Tamanho do ligante.
- Natureza do ânion.
- Procedimento de síntese utilizado para obtenção do complexo.

Existem duas geometrias comuns associadas com um número de coordenação igual a quatro. Essas geometrias são a quadrado-planar e a tetraédrica. Cada uma destas geometrias permite uma forma diferente de estereoisomerismo.

## Geometria quadrado-planar
Os complexos que apresentam essa geometria estão caracterizados pela configuração d8 ou s¹d7; característica de metais de transição, em combinação com ligantes que podem formar ligações π pela aceitação de elétrons do átomo metálico. Os complexos tetracoordenados d8 dos elementos pertencentes a segunda e terceira linhas do grupo d (4d8 e 5d8), como os formados por Rh+, Ir+, Pd2+, Au3+, são quase invariavelmente quadrado-planares. Exemplos: [Pt(NH3)4]2+, [PtCl2(NH3)2], [Ni(CN)4]2-, [AgF4]-, [Cu(NH3)4]2+.
Geometria quadrado-planar pode também ser forçada em um átomo central pela complicação com um ligante que contem um anel rígido de quatro átomos doadores.
Quando os ligantes estão aos pares diferindo apenas na posição do arranjo consideramos a isomeria cis e trans:

## Geometria Tetraédrica
Complexos tetraédricos de simetria aproximadamente Td são favorecidos em números altos de coordenação quando o átomo central é pequeno e os ligantes são grandes (como Cl-, Br- e I-), para quem as repulsões ligante-ligante excedem a diferença de energia de formação de ligações metal-ligante.  Complexos tetraédricos são comuns para oxiânions metálicos a esquerda do bloco d em estados de oxidação alto, como (CrO4)2-. Os complexos de haletos de íons M2+ a direita da série 3d, como (NiBr4)2-, são geralmente tetraédricos.
 ‎

Os complexos que apresentam essa geometria também como a geometria quadrado- planar; caracterizam-se por distribuições eletrônicas d8 ou s¹d7 dos metais de transição. Exemplos: [BF4]-, [MnO4]-, [ZnCl4]2-, [Zn(NH3)4]2+. Em um complexo tetraédrico, os quatro ligantes ocupam os vértices de um tetraedro regular, portanto, todas as posições são equivalentes, não existindo assim os isômeros cis-trans. No caso de os 4 ligantes serem diferentes, há possibilidade de um novo tipo de estereoisomerismo denominado enantiomerismo (isomeria óptica). Duas estruturas que sejam imagens especulares uma da outra, as quais não são idênticas, são chamadas enantiômeros. O enantiomerismo é possível em um complexo tetraédrico que tenha quatro ligantes diferentes ligados ao átomo central.
Os enantiômeros puros ou em solução possuem a propriedade de girar o plano da luz polarizada. Essas substâncias que são capazes de girar o plano da luz polarizada são chamadas de opticamente ativas. A síntese de complexos tetraédricos do tipo MABDC é difícil e geralmente conduz à formação de uma mistura de dois enantiômeros. As espécies quirais nestes complexos existem quase sempre em um rápido equilíbrio de interconversão, na medida em que as ligações metal-ligante são rapidamente desfeitas e refeitas (os complexos são considerados lábeis).
Ocorre, portanto, que o enantiomerismo é raramente observado nos complexos tetraédricos simples.
Caso especial: